# Pietro Colonna (m. 1326)
Pietro Colonna (Roma, 1260 - Aviñón, 14 de agosto de 1326) fue un cardenal italiano. 

## Biografía
Era hijo de Giovanni, que fue senador de Roma y marqués de la Marca de Ancona, y de una mujer de la familia de los condes de Anguillara. Tuvo varios hermanos: Giacomo, llamado "Sciarra", que se dedicó a la vida militar; Oddone, que fue protonotario apostólico; Agapito, que también fue senador; Giovanna, abadesa de San Silvestro in Capite; Stefano, "el Viejo"; que fue regente de la Romaña; y Giovanni, también senador.  Su tío Giacomo fue creado cardenal en 1278.
Pietro fue elevado al rango de cardenal de la iglesia católica por el papa Nicolás IV en el consistorio del 16 de mayo de 1288, recibiendo el título de diácono de San Eustaquio.
El 10 de mayo de 1297 fue depuesto por el papa Bonifacio VIII, perteneciente a la familia de los Caetani y rival de los Colonna, después de la nulidad declarada que Pietro, su tío Giacomo y los "Espirituales franciscanos", con el "manifiesto de Lunghezza" hicieron sobre su elección papal.
La reacción de Bonifacio VIII no se hizo esperar, los dos cardenales fueron destituidos mediante la bula Lapis abcissus  y obligados a encontrar refugio en la corte de Felipe IV llamado "el Hermoso", también él en malas relaciones con el papado.
Tuvo lugar después el atentado de Anagni al que siguió poco después la muerte de Bonifacio VIII, y el traslado de la sede papal a Aviñón, en el sur de Francia.
Aquí Pietro Colonna fue restaurado el 2 de febrero de 1306 por el papa Clemente V y el 7 de diciembre de 1307 asumió el título cardenalicio de Sant'Angelo in Pescheria.
Murió en Aviñón el 14 de agosto de 1326 y fue inhumado en la basílica de Santa María la Mayor.

## Cónclaves
Durante su período como cardenal, Pietro Colonna participó en los siguientes cónclaves:
- cónclave de 1292-1294, que eligió a Celestino V.
- cónclave de 1294, que eligió al papa Bonifacio VIII.

Faltó, en cambio, en los cónclaves:
- cónclave de 1303, que eligió al papa Benedicto XI.
- cónclave de 1304-05, que eligió al papa Clemente V.

Habiendo sido depuesto por el papa Bonifacio VIII y no siendo aún titular de los derechos electivos a pesar de la rehabilitación recibida del papa Benedicto XI.